# 콘스탄츠역
콘스탄츠역(독일어: Bahnhof Konstanz)은 독일 도시 콘스탄츠(콘스탄스)에서 가장 큰 여객역이다. 도이치반과 스위스 연방 철도가 운영하는 지역과 장거리 서비스가 제공된다. 하이라인 철도의 끝이자, 호수선의 시작이다.

## 역사
역은 1863년 6월 15일 바덴 대공국 철도에 의해 발츠후트와 콘스탄츠 사이의 상부 라인 철도의 마지막 구간이 개통되면서 개통되었다. 스위스와의 연결은 1871년 스위스 북동부 철도(Schweizerische Nordostbahn, NOB)가 현재 호수선(Seelinie, ‘호수 노선’)의 일부인 로만스호른과 콘스탄츠 사이의 노선을 개통했을 때 문을 열었다. 1875년 7월 17일 스위스 국철(Schweizerische Nationalbahn, SNB)에 의해 크로이츠링겐-크로이츠링겐 항구 연결 라인과 함께 에체빌렌-콘스탄츠 노선이 건설되었다. 1878년 SNB가 파산한 후, 그 궤도는 NOB에 의해 인수되었다. 1902년에 NOB는 새로 만들어진 SBB에 흡수되었다.
1911년 미텔투르가우 철도(MThB)은 크로이츠링겐에서 베르크와 바인펠덴을 거쳐 빌까지 연결하는 노선을 개통했다. 처음부터 크로이츠링겐의 서비스는 이전 SBB 라인에서 콘스탄츠를 통해 독일 철도 네트워크와 연결되었다. 그것은 MThB에서 개발한 S-반과 같은 제하스(신화적인 ‘호수 토끼’의 이름을 따서 명명됨) 서비스에 의해 제공되었다. 2002년에 MThB는 재정적 어려움에 빠졌고 이후에 청산되었다. 그 이후로 SBB의 자회사는 콘스탄츠와 엥겐 사이의 SBB GmbH와 콘스탄츠와 바인펠덴/빌 사이의 THURBO라는 서비스를 운영했다.

## 건축
역은 호반에 있다. 역 건물은 피렌체의 베키오 궁전을 모델로 고딕 양식과 르네상스 양식으로 1863년에 지어졌다. 입구 건물의 북쪽에는 퓌르슈텐반호프(‘왕자의 역 건물’)가 있었는데, 현재는 쇼핑센터로 사용되고 있다.
역에는 세 개의 선로가 있다. ‘집’ 승강장(입구 건물 옆)과 중앙 섬 승강장이다. 중앙 플랫폼에 도달하려면 트랙 2와 1을 건너야 한다. 이 횡단은 장벽으로 보호된다. 북쪽 끝에는 한쪽 플랫폼을 도심과 연결하고 다른 쪽 플랫폼을 항구와 연결하는 터널도 있다. 또한 두 개의 산책로와 호수로 이어지는 쇼핑센터가 있다.

### 구조적 상태
과거에 콘스탄츠는 낡고, 비효율적이어서 ‘더러운’ 역으로 명성을 얻었다. 역의 마지막 주요 작업은 1975년에서 1983년 사이에 수행된 종탑의 개조였다. 경제 부양 프로그램의 일환으로 입구 건물은 에너지 절약 조치로 재건되고 있다. 대기실도 더욱 매력적으로 변하고 있다.

### 국경역
콘스탄츠는 국경역의 기능을 가지고 있다. 2008년 11월 이전에 스위스가 솅겐 협정의 당사국이 되었을 때 중앙 플랫폼은 체인 링크 울타리로 분리되었다. 스위스를 오가는 장거리 열차는 3번 플랫폼에서 정차했다. 역 건물에는 독일 철도와 스위스 철도를 위한 2개의 구간이 있다. 독일 부분은 여전히 도이치반에서, 스위스 부분은 Thurbo(구 미텔투르가우반)에서 운영하고 있다. 2008년까지 역의 스위스 구간으로 가는 여행자는 플랫폼에 가려면 일종의 여권 심사대를 통과해야 했다. 역은 세관 국경으로 남아 있기 때문에 양국 당국에서 여전히 세관 검사가 가능하다.

## 교통

### 장거리 노선

#### 도이치반
도이치반은 콘스탄츠에서 출발하는 몇 개의 장거리 열차만 운행한다. 함부르크를 오가는 매일 운행하는 인터시티 열차는 여름에 슈트라준트를 오가는 연장 노선으로 2014년 12월에 중단되었다. 그 이후로 인터시티는 엠덴에서 쾰른을 경유하여 반대 방향으로 단 한 차례 운행된다.
| 라인  | 노선 | 빈도            |
| ----- | --- | --------------- |
| IC 26 | 도르트문트 – Essen – Duisburg – Cologne – Bonn – 코블렌츠 – Mannheim – Karlsruhe – Offenburg – Villingen (Schwarzw) - Singen(Hohentwiel) – Radolfzell – 콘스탄츠 | 주말마다 1 차량 |
| IC 35 | Emden Hbf – Münster Hbf – Duisburg – Köln – Bonn – 코블렌츠 – Mannheim– Karlsruhe – Offenburg – 콘스탄츠                                                         | 주말마다 1 차량 |

#### SBB
SBB 인터레기오 열차는 루체른에서 콘스탄츠까지 매시간 운행한다:
- IR 루체른 – 추크 – 취리히 중앙 – 취리히 공항 – 빈터투어 – 콘스탄츠

### 지방간 교통

#### 도이치반
콘스탄츠는 블랙 포레스트 철도의 지역 급행열차로 매시간 운행된다. 2015년 시간표가 변경될 때까지 인터레기오 익스프레스 및 RE 열차는 크로이츠링겐 또는 콘스탄츠에서 카를스루헤까지 교대로 운행되었다. 이것은 시간표 변경으로 변경되어 이제 카를스루헤까지 매시간 연속 RE가 있다.
- RE 카를스루에 - 바덴바덴 - 오펜부르크 - 빌링겐 - 도나우에 싱겐 - 징겐 - 콘스탄츠(- 크로이즐링겐).

#### SBB
콘스탄츠에 본사를 두고 있는 SBB와 그 자회사인 SBB GmbH는 30분마다 제하스 지역 서비스를 통해 콘스탄츠에 서비스를 제공한다. 자회사 THURBO는 콘스탄츠와 크로이츠링겐을 장크트갈렌 S-반 S14로 30분마다 연결한다.
- R:: 콘스탄스 - 라돌프첼 - 징겐 - 엥겐 (제하스) (SBB GmbH)
- S14 : 콘스탄스 - 크로이츠링겐 -베르크-바인펠덴
- RE: 크로이츠링겐 - 콘스탄츠 - 크로이츠링겐 하펜 - 로만스호른 - 장크트갈렌 (Thurbo)

크로이츠링겐에서 콘스탄츠를 거쳐 장크트갈렌까지 가는 레기오익스프레스는 크로이츠링겐 하펜과 로만스호른에 정차하며, 긴 협상 끝에 2015년 12월에 도입되었다. 처음에는 하루에 다섯 대의 열차와 방향이 있다. 프로젝트는 자금 부족으로 거의 실패했지만, 크로이츠링겐/콘스탄츠-로만스호른-장크트갈렌 철도 노선은 이 급행 서비스를 위해 최근 몇 년 동안 전면적으로 개조되었다. 슈타들러의 GTW 세트가 사용된다.

### 기타 대중교통
역의 버스 정류장은 시내 버스 노선 1, 2, 3, 6, 908, 9A/B, 12, 4/13, 13/4 및 14에서 운행된다. 인근 아르크슈테테 버스 정류장은 5, 6번 노선에서 운행된다. 및 908(란트슬라히트 방향). 지역 버스 서비스는 RAB의 고속버스로 라벤스부르크 및 프리드리히스하펜으로 운행된다. SBG의 일부 버스는 알렌슈바흐 및 라돌프첼까지 운행한다. 쌍동선 서비스는 역 근처 항구에서 프리드리히스하펜까지 매시간 운행된다.